# たかしひでき
たかしひできは、かつて浅井企画で活動していたお笑いコンビである。共に福岡県出身で巨漢である。

## メンバー
- たかし（本名：浅田 登司（あさだ たかし）、1974年1月24日 - 2016年9月7日 ）

立ち位置は左。A型。体重は143kg。
趣味はスポーツ観戦、特技は味覚。
2016年9月7日、くも膜下出血により死去。
- ひでき（本名：田中 秀樹（たなか ひでき）、1973年12月1日 - ）

立ち位置は右。A型。体重は93kg。
趣味は接待とカラオケ、特技は料理。

## 概要・芸風
福岡吉本6期生。結成当初は福岡吉本に在籍。コンビ名は現在と一緒だが、東京吉本への移籍を機に「LOVE」に改名。現在の事務所への移籍の際にコンビ名を戻す。
福岡吉本時代の同期には佐藤哲夫（パンクブーブー）、ヒロシ、同事務所所属のスパローズがいる。この四者は今でも交流があり、たかしが佐藤にM-1のお祝いメールをすると、「これを期に6期全員ブレイクしよう、マジで6期は実力あるやつ揃ってたと思うから」という返信が来たとのこと（ブログより）。
2011年8月12日 ひできの引退により解散。 たかしはピン芸人として活動。
主に漫才。肥筑方言（博多弁）を主に使う。ひできが「たかしちゃ～ん」と、たかしに「そんなのこ（ん）まい」と言われるネタを振った後に、たかしが大きな感じの話をしてひできが「（心も体も）太かね～」と言うパターンのネタがある。ショートネタの際は二人が「サーセン（済みません）」とデブに関するあるあるネタを言いながら、謝るネタをする。たかしが『たかしちゃん』の名前で出場したR-1ぐらんぷり2010では、一人でこの謝るネタを演じた。
Tシャツを着て出演することが多く、謝るネタの時には二人とも「サーセンm(__)m」とプリントされたものを着ているが、それ以外では、最近では「肉しか信じない!」とプリントされたものを着ていることが多い。

## 出演番組
- 新しい波8（フジテレビ系、2001年1月26日）
- 第9回博士と助手〜細かすぎて伝わらないモノマネ選手権〜（フジテレビ系、2006年9月28日）

ひできのみ。博多華丸と共に横峯さくらと横峯良郎のものまねをした。
- ぐるぐるナインティナイン（日本テレビ系）
- お笑い図鑑 ハマヌキ（tvk）
- その顔が見てみたい（フジテレビ系、2010年1月5日）たかしのみ
- 関根&優香の笑うお正月2010（テレビ朝日、2010年1月2日）
- 爆笑レッドカーペット（フジテレビ系）- 2010年2月13日初出演、キャッチコピーは「お笑い界の肉まん あんまん」
- オンバト+（NHK総合） 戦績0勝1敗 最高249KB
- お願い!ランキング（テレビ朝日）
- あらびき団（TBSテレビ）- 2010年5月18日（第119回）初出演
- ウケウリ!!（日本テレビ）- 「缶つまレシピでtwitterバトル」、ひできのみ
- ウケウリ!! 〜天野QC研究所（日本テレビ）- QCプレゼンターとして出演
- デカワンコ 第5話（日本テレビ、2011年2月12日）